# نستی
نستی (انگلیسی: Nestea) یک برند سوئیسی از چای سرد و نوشیدنی‌های گازدار متعلق به نستله است. محصولات این برند توسط شرکت کوکاکولا تولید و توسط دپارتمان نوشیدنی نستله در ایالات متحده و شرکت بی‌پی‌دبلیو در سایر نقاط جهان توزیع می‌شوند. این محصول با چای سرد لیپتون (متعلق به پپسی‌کو/یونیلیور) و چای سرد فیوز رقابت می‌کند. نستله انواع مختلفی از محصولات چای، از جمله کنسانتره چای مایع و پودری، چای‌های یخچالی و بطری‌های آماده نوشیدنی را ارائه می‌دهد که توسط فروشنده یا دستگاه فروش خودکار عرضه می‌شوند. این نوشیدنی بسته به بازار هدف، در طعم‌های مختلفی عرضه می‌شود.